# Lucilla Galeazzi
Pour les articles homonymes, voir Galeazzi.
Lucilla Galeazzi (née le 24 décembre 1950 à Terni, en Ombrie) est une chanteuse italienne.

## Biographie
Lucilla Galeazzi est une chanteuse italienne qui depuis la fin des années 1970 interprète à la fois des airs populaires, et des compositions personnelles,,.
Entre tradition et modernité, on peut la retrouver notamment aux côtés du musicien de jazz Michel Godard.
En 2010, Lucilla Galeazzi interprète avec Flavia Coelho la chanson Amore Di Carta du pré-générique de fin du long-métrage De vrais mensonges réalisé par Pierre Salvadori. La bande originale du film est signée Philippe Eidel, et cette chanson de pré-générique a été écrite par Philippe Eidel et Lucilla Galeazzi.

## Discographie
- 1977 Correvano coi carri (Avec Giovanna Marini)
- 1977 La grande madre impazzita (Avec Giovanna Marini)
- 1980 Cantate pour tous les jours 1 et 2 (Avec Giovanna Marini)
- 1984 Pour Pier Paolo Pasolini (Avec Giovanna Marini)
- 1986 Anninnia (Avec Paolo Damiani)
- 1986 Il paese con le ali (Avec Ambrogio Sparagna)
- 1987 Per Devozione (Lucilla Galeazzi et Giancarlo Schiaffini)
- 1990 Cantata profana (Avec Giovanna Marini)
- 1992 Il Trillo (L. Galeazzi, Ambrogio Sparagna, Carlo Rizzo)
- 1993 Giofà il servo del re (Con Ambrogio Sparagna)
- 1995 Invito (Avec Ambrogio Sparagna)
- 1995 Rock’s Airs de la lune (L. Galeazzi et Claude Barthélemy Trio)
- 1996 Mammas (Avec Philippe Eidel)
- 1997 Cuore di terra
- 1997 La Banda (Avec Michel Godard)
- 1997 La via dei Romei (Avec Ambrogio Sparagna)
- 1998 Honig und Asche (Avec Michael Riessler)
- 1999 Ali d’oro (Avec Michel Godard)
- 2001 Lunario
- 2002 La Tarantella (avec Christina Pluhar et l'ensemble Arpeggiata)
- 2002 Renaissance (Avec Philippe Eidel)
- 2004 All’improvviso (avec Christina Pluhar et l'ensemble Arpeggiata)
- 2004 Trio Rouge (Lucilla Galeazzi, Michel Godard, Vincent Courtois)
- 2005 Stagioni
- 2006 Amore e Acciaio
- 2010 Sopra i tetti di Firenze (avec Riccardo Tesi e Maurizio Geri)
- 2010 Ancora Bella Ciao (avec D. Polizzotto et S. Scatozza)
- 2011 La Tarantella / Antidotum Tarantulae (avec L'Arpeggiata, Christina Pluhar and Marco Beasley)
- 2012 Il Natale dei Semplici (avec N. Citarella, C. Bava ciaramella, G. Galfetti, C. Califano, Nora Tigges)
- 2013 Festa Italiana (avec N. Citarella, M.Ambrosini, K.Seddiki, C.Califano, C.Rizzo, F.Turrisi, L.Teruggi, S.Napoli, A.Sparagna, A. D'Alessandro)
- 2015 Sirena dei Mantici (avec Ascanio Celestini, Lucilla Galeazzi, Fisorchestra Fancelli, M. Gatti)
- 2015 Bella Ciao (avec Riccardo Tesi, Andrea Salvadori, Gigi Biolcati, Elena Ledda, Ginevra Di Marco, Alessio Lega)